# Lockjaw
Lockjaw è un personaggio immaginario dei fumetti creato da Stan Lee e Jack Kirby nel 1965, pubblicato negli Stati Uniti d'America dalla Marvel Comics. Esordisce nella serie Fantastic Four n. 45 del dicembre 1965. È un cane della razza degli Inumani, dall'aspetto simile a un enorme bulldog.

## Biografia del personaggio
Come tutti gli Inumani, Lockjaw è originario dell'isola di Attilan. Ha il ruolo di protettore della Famiglia Reale degli Inumani e, grazie alla sua capacità di teletrasporto, molte volte ha portato gli Inumani dentro e fuori dalla loro città rifugio. A volte, i suoi poteri sono stati manipolati da forze del male, soprattutto da Maximus il Pazzo.
La prima apparizione di Lockjaw avviene mentre, viaggiando con Crystal alla ricerca di Medusa, incontrano la Torcia Umana. Inizialmente ne scaturisce uno scontro tra gli Inumani e i Fantastici Quattro, primi esseri umani ad entrare in contatto con loro, che stavano ospitando Medusa dopo averla salvata dai Terribili Quattro. Pertanto, Lockjaw è indirettamente responsabile della rilevazione dell'esistenza di Attilan al mondo esterno poiché ha aperto la porta segreta della loro base. Tornati ad Attilan, la Famiglia reale rimane intrappolata da Maximus all'interno di una barriera di "zona negativa".
Lockjaw riesce però a fuggire dalla sua città e vaga solitario, terrorizzando accidentalmente la gente, fino a quando non incontra Johnny Storm e Wyatt Wingfoot. Con il loro aiuto Lockjaw viola la barriera, liberando i propri compagni. Dopodiché Lockjaw teletrasporta Crystal a New York ma fu poi costretto a farla ritornare da Maximus a Attilan.
Insieme a Crystal, Lockjaw viene catturato da Diablo e i due si trovano a salvare un ferito Quicksilver, che in seguito diverrà il marito di Crystal.

## Affililiazioni

### Pet Avengers
Incredibilmente nel 2009, a Lockjaw viene dedicata una mini-serie di quattro numeri intitolata Lockjaw and the Pet Avengers, quando formò un nuovo gruppo, i Pet Avengers, assieme a Lockheed (il drago di Kitty Pride), Redwing (l'aquila di Falcon), Miss. Lion (il cane di Zia May), Zabu (la tigre dai denti a sciabola di Ka-Zar), Hairball (il gatto di Speedball) e Throg, la rana armata con una scheggia di Mjolnir.

### War of Kings
Lockjaw riunisce la sua famiglia Inumana per i conflitti che alla fine portano l'impero Kree al dominio e all'apparente morte di Freccia Nera. Questo conflitto porta anche alla devastazione dell'Impero Shi'ar.

## Poteri e abilità
Lockjaw è in grado di teletrasportare sé stesso ed altri a notevoli distanze, come dalla Terra alla Luna, e aprire passaggi fra le dimensioni. Inoltre barriere apparentemente impenetrabili da altri non sembrano rappresentare un problema per lui. Lockjaw ha anche la capacità di rintracciare mentalmente un dato "profumo".
Lockjaw è dotato di una notevole forza mascellare e i suoi denti sono in grado di trapassare il metallo. Inoltre è in grado di deglutire materiale inorganico senza apparentemente alcun effetto nocivo, come ad esempio degli scarti di robot.
In Secret Invasion, la Famiglia Reale entra in un'alleanza con i Kree per liberare Freccia Nera dai suoi rapitori Skrull. A tal fine, i Kree migliorano notevolmente il teletrasporto di Lockjaw che gli permetterà di teletrasportarsi su grandi distanze interplanetarie e ritrovare Freccia Nera.

## Altre versioni
Terra X: nel futuro alternativo della Terra X, il personaggio viene colpito da alcuni proiettili di gas e ucciso da Maximus. Il suo gruppo di teletrasporto sulla fronte è apparentemente l'unica parte di lui che è sopravvissuta. È utilizzato da Freccia Nera e dagli altri Inumani per indagare sugli eventi della Terra.
Marvel 2099: il personaggio è uno dei pochi membri della famiglia reale degli Inumani - sopravvissuti dopo che Maximus aveva ucciso gli altri componenti - a essere presente nell'Universo Marvel 2099; gli Inumani si erano stabiliti su una stazione spaziale chiamata Attilan.
Marvel Zombi: nell'universo Terra-2149, il personaggio è ridotto allo stato di zombi insieme alla famiglia reale degli Inumani mentre crea un portale per incontrarsi con Kingpin. Lockjaw viene ingannato e mangia un cervello umano carico di esplosivo e viene distrutto nell'esplosione. Un'altra versione di Lockjaw è vista quando il virus zombie si diffonde a "Terra-91126". Anche lì è ridotto allo stato di zombi e aiuta a uccidere i "Fratelli di guerra". Fu catturato da Machine Man, Ultron e Jocasta.
Ultimate Marvel: Lockjaw appare anche in Ultimate Fantastic Four Annual n. 1. In questa incarnazione ha comunque poteri di teletrasporto. Lascia il rifugio Himalayano degli Inumani con Crystal, che sta scappando perché è stata costretta a sposare il fratello di Freccia Nera, Maximus. Lockjaw contribuisce al salvataggio di Crystal dalle guardie di Maximus ma alla fine viene costretta a ritornare a casa. Lo lasciano indietro e chiama i Fantastici Quattro per aiutarlo. Questo non è ben accolto della maggior parte della società Inumana che prova forte avversione contro eventuali estranei. Freccia Nera finisce per distruggere Attilan semplicemente perché i Fantastici Quattro hanno "contaminato" la città.

## Altri media

### Film
- Lockjaw appare nel film d'animazione Marvel Rising - Secret Warriors (2018).

### Televisione
- Appare in I Fantastici Quattro, serie animata del 1994, nell'episodio "L'Uomo Impossibile";
- appare in Ultimate Spider-Man, nell'episodio "Gli Inumani";
- appare in Hulk e gli agenti S.M.A.S.H., nell'episodio "Natura inumana";
- È tra i protagonisti della serie televisiva del Marvel Cinematic Universe Inhumans.[17]

### Videogiochi
- Appare come un personaggio non giocabile nel videogioco Marvel: La Grande Alleanza. Il suo dovere è di inviare gli eroi in giro per la galassia Shi'ar e per i pianeti Skrull per raccogliere gli strumenti necessari per sconfiggere il diabolico Dottor Destino.
- Appare anche come un personaggio non giocabile nel nuovo videogioco Marvel: La Grande Alleanza 3 - L'Ordine Nero.